# Sysslebäck
Sysslebäck är en tätort i Dalby distrikt (Dalby socken) i Torsby kommun med cirka 500 invånare. Sysslebäck är belägen invid Klarälven i norra delen av kommunen. Riksväg 62 går igenom samhället.

## Historik
År 1952 slogs tre mindre kommuner ihop och bildade Finnskoga-Dalby kommun. Sysslebäck blev då centralort för den nya kommunen och ny kommunal verksamhet etablerades och orten växte. Efter att Finnskoga-Dalby kommun år 1974 gick upp i Torsby kommun har dock Sysslebäck behållit karaktären av centralort för området.
År 1973, natten mellan 20 och 21 juli, brast den 2,5 meter höga dammen nedströms Näckån och omkring 12.000 kubikmeter vatten forsade fram genom Näckådalen. Vattenmassorna med uppblandning av jordmassor slet sönder åtta bostadshus på vägen ner mot Klarälven. I övrigt skedde inget större materiella skador, utöver på ett litet avsnitt av vägen som gick längs Klarälven. En 47-årig kvinna slets med i vattenmassorna och omkom. Hon hittades en vecka senare i Vingängsjön åtta kilometer söder om rastplatse, dit hon hade förts av den strömma Klarälven.

## Befolkningsutveckling
| Befolkningsutvecklingen i Sysslebäck 1960–2020 | Befolkningsutvecklingen i Sysslebäck 1960–2020 | Befolkningsutvecklingen i Sysslebäck 1960–2020 | Befolkningsutvecklingen i Sysslebäck 1960–2020 | Befolkningsutvecklingen i Sysslebäck 1960–2020 |
| ---------------------------------------------- | ---------------------------------------------- | ---------------------------------------------- | ---------------------------------------------- | ---------------------------------------------- |
|                                                |                                                |                                                |                                                |                                                |
| År                                             |                                                |                                                | Folkmängd                                      | Areal (ha)                                     |
| 1960                                           | 1960                                           |                                                | 730                                            |                                                |
| 1965                                           | 1965                                           |                                                | 776                                            |                                                |
| 1970                                           | 1970                                           |                                                | 717                                            |                                                |
| 1975                                           | 1975                                           |                                                | 665                                            |                                                |
| 1980                                           | 1980                                           |                                                | 637                                            |                                                |
| 1990                                           | 1990                                           |                                                | 616                                            | 145                                            |
| 1995                                           | 1995                                           |                                                | 642                                            | 147                                            |
| 2000                                           | 2000                                           |                                                | 585                                            | 147                                            |
| 2005                                           | 2005                                           |                                                | 539                                            | 147                                            |
| 2010                                           | 2010                                           |                                                | 527                                            | 150                                            |
| 2015                                           | 2015                                           |                                                | 473                                            | 181                                            |
| 2020                                           | 2020                                           |                                                | 428                                            | 176                                            |
|                                                |                                                |                                                |                                                |                                                |

## Samhället
Sysslebäck är något av en centralort för norra delen av Torsby kommun. Mycket av den offentlig servicen är i huvudsak förlagd till ett samverkanskontor, där Försäkringskassan, Arbetsförmedlingen och ett lokalt kommunkontor, inklusive bibliotek, är samlokaliserade.. Annan kommunal verksamhet på orten är förskola, grundskola, badhus och äldreboende. I samhället finns även landstingsverksamhet i form av Folktandvården, medan vårdcentralen finns i grannorten Likenäs 1,5 mil söderut.
I Sysslebäck finns lokal service för området såsom mataffär, bank, klädaffär och elektronikhandel. I Sysslebäck finns också hotell och restauranger, samt en folkpark.

## Kommunikationer
Sysslebäck betjänas med två busslinjer, en mot Torsby och en mot Värnäs (korsningen mellan riksväg 62 och E16).

## Näringsliv
Samhalls fabrik i Sysslebäck som tillverkat sängar åt Ikea  har länge varit den största arbetsplatsen på orten. I april 2014 meddelade dock Samhall att verksamheten skulle läggas ner, vilket berörde 90 anställda. Sedan 2015 är det inte längre någon sängtillverkning på orten.
Andra viktiga näringar i området närmast Sysslebäck är skogsnäringen samt Branäs skidanläggning (omkring 10 km söderut) och Långbergets sporthotell och längdskidcenter (omkring 10 km norrut).
I Sysslebäck finns en välrenommerad pralinfabrik belägen i en gammal skolbyggnad.